# 제니 (1996년)
제니(본명: 김제니, 1996년 1월 16일~)는 대한민국의 가수, 래퍼, 배우이자 걸 그룹 BLACKPINK의 멤버이다. 2016년 YG엔터테인먼트의 4인조 걸그룹 BLACKPINK로 데뷔하여 전 세계적인 인기를 얻었다. 2023년에는 HBO 드라마 《디 아이돌》을 통해 배우로 데뷔했다.
2005년부터 2010년까지 뉴질랜드에서 유학 생활을 했던 제니는 본명 때문에 종종 교포나 외국인으로 오해받는 경우가 있다고 밝혔으나, 경기도 성남시에서 태어나 청담동에서 자란 한국인이다.

## 학력
- (미제)와이콰이 인터미디엇 스쿨 졸업
- 청담중학교 졸업
- 청담고등학교 중퇴

## 생애
1996년 1월 16일 경기도 성남시 분당구 야탑동에서 외동딸로 태어났다. '제니'라는 이름은 SBS에서 방영된 드라마 《모래시계》에 출연한 배우 가운데 한 사람인 이정재가 맡은 등장인물인 백재희(윤혜린(고현정 분)의 보디가드)에서 따온 이름이다. 이정재의 팬이었던 제니의 어머니는 아들이 태어나면 이름을 '재희'라고 지으려고 했는데 딸이 태어나서 재희와 발음이 비슷한 '제니'로 지었다고 한다.
제니는 서울청담초등학교에 다니던 2005년, 만 9세에 뉴질랜드 오클랜드로 유학을 떠나 사립 중학교인 오클랜드 웨이커웨이 중학교를 다녔다. 유학 간 지 얼마 안 돼서 2006년 MBC 영어 교육 관련 다큐멘터리에 뉴질랜드 유학생으로 출연하였다. 만 8세 때 오스트레일리아(호주)와 뉴질랜드에 여행 갔었는데 뉴질랜드 여행 때 제니의 어머니가 "제니야, 너 여기 좋아?", "여기 살래?"라고 물었고 두 질문에 "응"이라고 동일하게 답하여 바로 다음 연도에 유학하게 되었다.
이후 오클랜드 ACG 파넬 컬리지를 다니던 제니는 만 13 ~ 14살에 미국 플로리다의 학교로 옮겨서 공부를 이어가게 하려는 부모님의 계획 하에 미국 유학 수속을 준비했다. 가족과 플로리다로 여행 겸 탐방을 갔는데 문득 뭘 하고 싶은지 모르는 상태에서 미국에서 지내고 싶지 않았고, 음악과 관련된 일을 하고 싶다는 속마음을 어머니한테 털어놓고 한국에 왔다고 밝혔다.
제니는 뉴질랜드에 거주하는 동안 한국 대중음악을 즐겨 들었고, 특히 YG 음악을 들으며 나중에 데뷔를 한다면 꼭 YG 엔터테인먼트에 들어가고 싶다는 생각을 했다. 가수의 꿈을 품고 만 14살인 2010년 한국으로 돌아온 제니는 같은 해에 YG 엔터테인먼트 오디션을 통해 양현석에게 발탁되어 연습생이 되었다. 그 이후 5년 11개월이라는 긴 연습생활 끝에 블랙핑크로 데뷔했다.

### 데뷔 전 활동
제니는 처음에는 보컬로 오디션을 봤지만, 영어를 할 줄 아는 유일한 연습생이었기 때문에 래퍼가 되었다. 2012년 4월 10일, 제니의 사진이 YG 엔터테인먼트 공식 블로그에 '후 이즈 댓 걸? (Who's that girl?)'이라는 질문과 함께 올라왔다. 당시 그녀의 이름은 공개되지 않았기 때문에 "미스테리 걸"이라고 불렸다. 제니의 사진은 신비한 매력과 어린 나이에 해외로 이사를 했기 때문에 그녀의 신상 정보가 밝혀지지 않을 것이라고 믿었다고 한다.
제니는 2012년 8월에 공개된 지드래곤의 곡 그XX 뮤직비디오에 여자 주인공으로 출연하였다. 그리고 2013년에는 이하이 앨범 First Love의 수록곡 'Special', 승리 앨범 Let's Talk About Love의 수록곡 'GG BE', 지드래곤 앨범 쿠데타의 수록곡 'Black'을 피처링하였다. 피처링으로 활동할 당시의 이름은 JENNIE KIM 이었다.

### BLACKPINK 데뷔 및 활동
제니는 2016년 8월 지난 수 년간 같이 연습생 생활을 했던 지수, 로제, 리사와 함께 그룹 블랙핑크로 가요계에 데뷔하였다. 8월 8일 오후 3시 강남구 도산대로 모스 스튜디오에서 데뷔 기념 쇼케이스를 열고 싱글 앨범 SQUARE ONE과 타이틀곡 '붐바야'와 '휘파람'의 뮤직비디오를 공개했다. 데뷔 음원을 공개한 지 네 시간 만에 신곡 '휘파람'이 대한민국 내 전 음원 순위에서 1위를 차지하였으며, 8월 14일 SBS 인기가요를 통하여 방송에 데뷔했다. 블랙핑크는 타이틀 곡 휘파람으로 8월 21일 SBS 인기가요에서 데뷔 2주 만에 1위를 차지해 미쓰에이가 보유한 걸그룹 역대 데뷔 최단기간 1위 기록을 갈아 치웠다. 이후 '휘파람'은 2016년 8월 가온차트 디지털, 다운로드, 스트리밍, 모바일차트 정상에 오르며 4관왕의 쾌거를 누렸다.
그해 11월 1일, 블랙핑크는 두번째 싱글 앨범 SQUARE TWO의 발매와 함께 수록곡 '불장난'과 'STAY'의 뮤직비디오를 공개했다. 그리고 11월 6일 SBS 인기가요에서 '불장난', 'STAY'의 첫 무대를 선보였다. 타이틀곡 불장난은 11월 27일과 12월 4일 2주 연속 SBS 인기가요에서 1위를 차지했다.
11월 28일과 29일 이틀 간 블랙핑크 멤버들과 함께 전주시에서 인기 TV프로그램인 런닝맨을 촬영하였다.

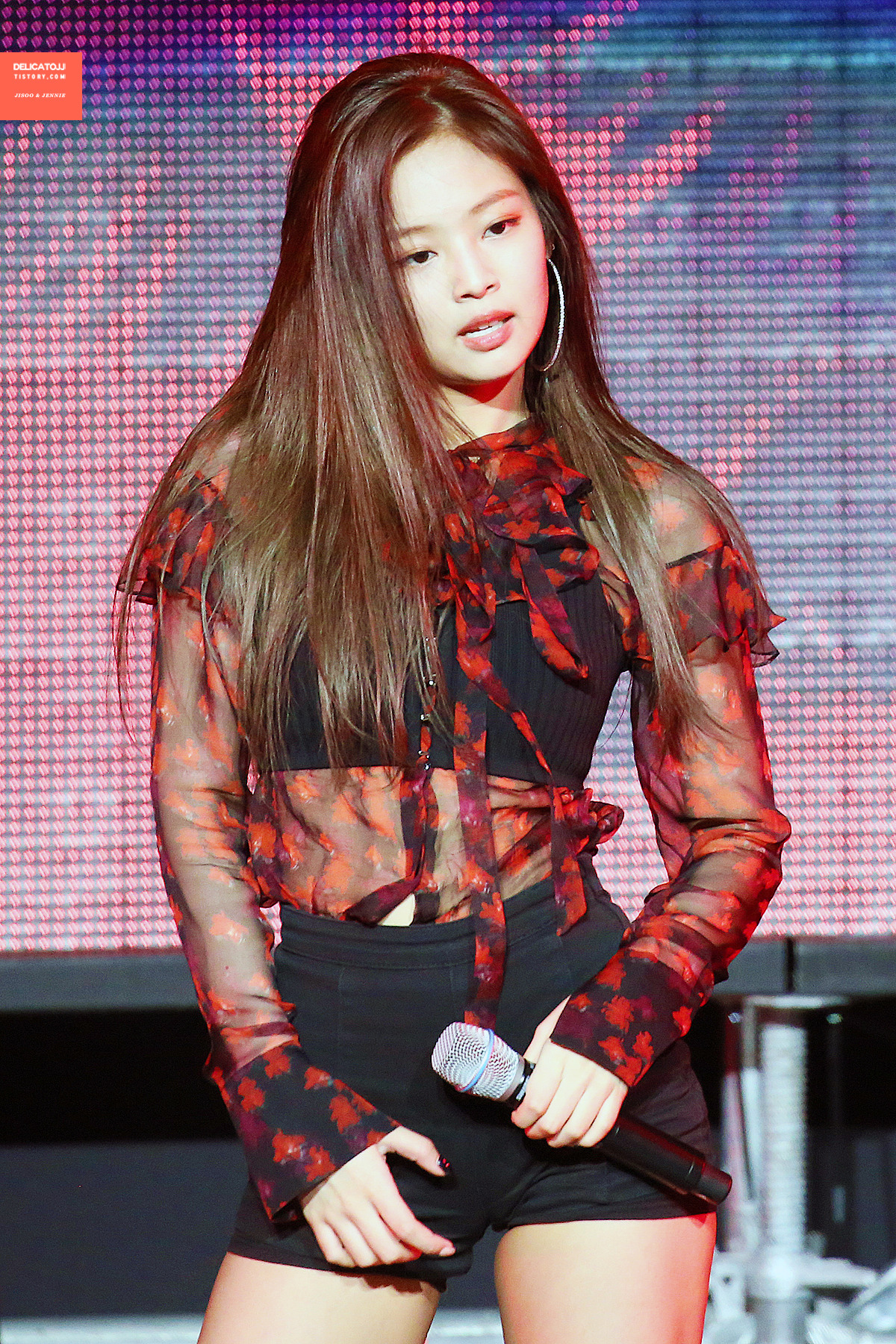
2017년 5월 제니

블랙핑크는 2017년 6월 22일 싱글 앨범인 마지막처럼으로 복귀하였고 앨범의 타이틀곡 '마지막처럼'은 SBS 인기가요에서 3주 연속 1위를 기록, 트리플크라운을 달성했다.
제니는 2018년 프랑스 패션 브랜드 샤넬의 새로운 뮤즈로 선정됨과 동시에 샤넬 글로벌 엠버서더가 되었다.
2018년 6월 15일 블랙핑크는 첫 EP 앨범 SQUARE UP을 발표하였다. 타이틀 곡 '뚜두뚜두'의 뮤직비디오 조회수는 공개 24시간 만에 가장 많은 조회수를 기록한 뮤직비디오 역대 2위에 올랐다. 그리고 블랙핑크는 '뚜두뚜두'로 7월 8일 SBS 인기가요에서 3주 연속 1위를 달성하며 트리플크라운을 달성하였고 7월 14일 MBC 쇼! 음악중심에서 1위를 차지하며 음악방송 최종 11관왕을 달성하였다.
그해 11월 12일 제니는 솔로곡 'SOLO'로 블랙핑크 멤버 중 첫번째로 솔로로 데뷔했다. 제니의 솔로곡 'SOLO'는 공개 직후 몇 시간도 지나지않아 주요음원 사이트에서 1위를 차지했으며, 12월 16일 SBS 인기가요에서 3주 연속 1위에 오르며 트리플 크라운을 차지했다. 제니는 2018년 11월 16일부터 12월 21일까지 6주간 방영된 SBS의 파일럿 예능인 미추리 8-1000에 고정 멤버로 출연했다.
2019년 제니는 아모레퍼시픽 브랜드 헤라(HERA)의 신규 모델로 발탁되었다. 그리고 블랙핑크는 2019년 4월 5일에 두 번째 EP 앨범인 KILL THIS LOVE를 발표했다. 타이틀곡 ‘킬 디스 러브(KILL THIS LOVE)’ 뮤직비디오는 16일 오후 6시 50분에 유튜브에서 2억 뷰를 넘어섰다. 공개 11일 18시간 50분 만의 기록으로 케이팝 그룹 중 최단 시간에 2억 뷰를 돌파했다. 전 세계 모든 가수를 포함해서는 역대 네 번째 성적이다.

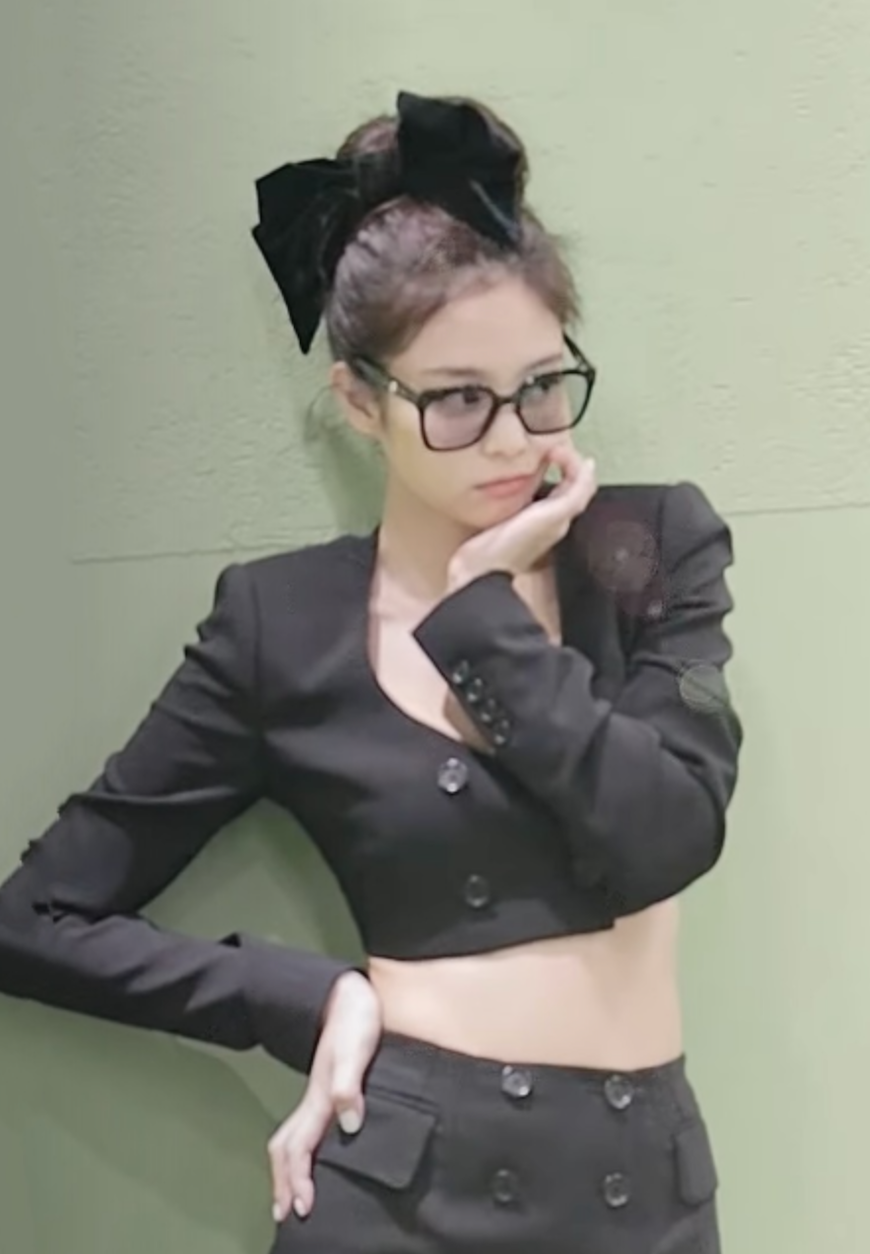
2020년 5월 제니

2020년 블랙핑크는 'How You Like That', 'Ice Cream', 'Lovesick Girls' 등의 곡이 포함된 첫 정규 앨범 THE ALBUM을 발매하였다.
2022년 블랙핑크는 2년 만에 정규 2집 'BORN PINK'를 통해 국내 컴백을 하였다.
2023년 HBO 드라마 디 아이돌에 캐스팅 되면서 배우로 데뷔를 했다.
2024년 tvN 예능 아파트404에 출연하게 되었다.
2024년 10월 솔로 컴백을 앞두고 있다.

## 음반 목록

### 싱글
| 제목     | 정보                                                                                               | 가온 앨범 차트 | 가온 앨범 차트 | 가온 앨범 차트 | 판매량        |
| 제목     | 정보                                                                                               | 주간           | 월간           | 연간           | 판매량        |
| -------- | -------------------------------------------------------------------------------------------------- | -------------- | -------------- | -------------- | ------------- |
| 《SOLO》 | - 발매일: 2018년 11월 12일 - 발매사: YG PLUS - 기획사: YG 엔터테인먼트 - 포맷: CD, 디지털 다운로드 | 2              | 16             | 100            | - KOR: 75,261 |

### 피처링
- 이하이 - "Special" (2013)
- 승리 - "GG Be (지지베)" (2013)
- 지드래곤 - "Black" (2013)

### 뮤직비디오
- 지드래곤 - "그XX" (2012)
- 그라임스 - "Shinigami Eyes" (2021)

## 음반 외 활동 목록

### 텔레비전 프로그램
- 2016: SBS 《런닝맨》 (완전체 출연)
- 2017: SBS 《박진영의 파티피플》 (완전체 출연)
- 2018: SBS 《런닝맨》 (409회는 지수와 둘이서 동반 출연, 413회는 단독 출연)
- 2018: SBS 《미추리 8-1000》
- 2020: SBS 《런닝맨》 (완전체 출연)
- 2020: JTBC 《아는형님》 (완전체 출연)
- 2022: HBO 《디 아이돌》 (단독 출연)
- 2022: tvN 《출장 십오야2》 (완전체 출연)
- 2024: tvN 《아파트404》 (단독 출연)

## 광고
| 연도 | 기업명           | 브랜드명                             | 품목                                | 비고 |
| ---- | ---------------- | ------------------------------------ | ----------------------------------- | ---- |
| 2018 | 샤넬             | 샤넬 뷰티                            | 화장품                              |      |
| 2019 | 헤라             | 헤라 뷰티                            | 화장품                              |      |
| 2020 | KT               | 삼성 갤럭시                          | 삼성 갤럭시 S20+ 삼성 갤럭시 노트20 |      |
| 2020 | 아이아이컴바인드 | 젠틀몬스터                           | 아이웨어                            |      |
| 2020 | 롯데제과         | 에어베이크드                         | 스낵 (과자)                         |      |
| 2020 | 캘빈 클라인      | 캘빈 클라인                          | 여성속옷 (의류)                     |      |
| 2021 | 롯데칠성음료     | 처음처럼                             | 소주                                |      |
| 2021 | 제이씨코리아     | 데싱디바                             | 네일                                |      |
| 2021 | 광동제약         | 비타500                              | 비타음료                            |      |
| 2021 | 에이스침대       | 에이스침대                           | 침대 (가구)                         |      |
| 2022 | 아이아이컴바인드 | 탬버린즈                             | 향수                                |      |
| 2022 | 포르쉐 코리아    | 존더분쉬 프로그램                    | 자동차                              |      |
| 2022 | 컬리             | 뷰티컬리                             | 쇼핑                                |      |
| 2024 | 샤넬             | 샤넬 프리미에르 오리지널 에디션 워치 | 시계                                |      |
| 2024 | 삼성물산         | 메종키츠네                           | 여성의류                            |      |

## 수상 목록

### 가요 프로그램 1위
| 연도            | 수상 내역 (총 6회) |
| --------------- | --- |
| 2018년 (총 3회) | - SOLO (총 3회) - 11월 25일 SBS 《SBS 인기가요》 1위 - 12월 2일 SBS 《SBS 인기가요》 1위 (2주 연속) - 12월 16일 SBS 《SBS 인기가요》 1위 (트리플 크라운) |
| 2024년 (총 1회) | - Mantra (총 1회) - 10월 17일 M.net 《엠카운트다운》 1위                                                                                                 |
| 2025년 (총 2회) | - Love Hangover (총 1회) - 2월 20일 M.net 《엠카운트다운》 1위 - Like Jennie (총 1회) - 3월 20일 M.net 《엠카운트다운》 1위                              |

### 수상 경력
| 연도   | 수상 내역                                                       |
| ------ | --------------------------------------------------------------- |
| 2019년 | - 제8회 가온차트 뮤직 어워즈 디지털음원 부문 올해의 가수상 11월 |
| 2020년 | - 1월 4일 제34회 골든 디스크 디지털음원 부문 본상               |